# 박경호 (유도 선수)
박경호(朴璟鎬, 1963년 3월 9일~)는 대한민국의 유도 선수이다. 그는 1984년 하계 올림픽 남자 미들급 경기에 출전했다. 1986년 아시안 게임에서 86 kg급에서 금메달을 획득하였다.
아내는 1984년 하계올림픽 양궁 금메달리스트 서향순이다. 세 자녀를 두고 있는데 큰딸 박성민(박성민)은 프로골퍼다.